# Sinfonia n.º 1 (Tchaikovski)
A Sinfonia Nº 1 – Sonhos de Inverno (Зимние грезы em russo) em Sol menor, op. 13, foi escrita pelo compositor Piotr Ilitch Tchaikovski em novembro de 1866 e revista em 1874.
A versão original teve sua estréia em Moscou, Rússia, dia 15 de fevereiro de 1868, regida por Nikolai Rubinstein. A versão revista foi apresentada pela primeira vez em Moscou, dia 1 de dezembro de 1883, conduzida por Max Erdmannsdörfer. Tchaikovski dedicou sua primeira sinfonia a Nikolai Rubinstein.

## Movimentos
1. Allegro tranquillo
2. Adagio cantabile, ma non tanto
3. Scherzo — Allegro scherzando giocoso
4. Finale — Andante lugubre – Allegro moderato

## Instrumentação

### Madeiras
- 1 piccolo
- 2 flautas
- 2 oboés
- 2 clarinetes (em Lá e em Si bemol)
- 2 fagotes

### Metais
- 4 trompas (em Mi bemol e em Fá)
- 2 trompetes (em Dó e em Ré)
- 3 trombones
- 1 tuba

### Percussão
- Tímpano
- Pratos
- Bumbo

Surdo
xilofone

### Cordas
- Violinos I
- Violinos II
- Violas
- Violoncelos
- Contrabaixos

## Duração
A Sinfonia Nº 1 dura aproximadamente 45 minutos.